# Mädchengymnasium Essen-Borbeck
Das Städtische Mädchengymnasium Essen-Borbeck ist ein Gymnasium im Essener Stadtteil Borbeck-Mitte. Es ist eines von noch wenigen Mädchengymnasien in Deutschland.  Aufgrund der geringen Anmeldezahlen wird die Schule ab der Anmelderunde 2026/27 auch Jungen aufnehmen. Für bereits bestehende Klassen und Stufen werden aber keine neue Veränderungen aufgenommen. 

## Profil
Die Schule ist Europaschule und nimmt am Projekt SelGO – SelGO – Selbständiges Lernen mit digitalen Medien in der Gymnasialen Oberstufe teil.
Die Sprachenfolge nach Englisch ab Klasse 5 umfasst Französisch bzw. Latein ab Klasse 7 und Russisch ab Stufe 9. In der Einführungsphase kann Französisch als neu einsetzende Sprache gewählt werden.
Mit Blick auf schwächelnde Anmeldezahlen bei der letzten Essener Mädchenschule wurde 2017 die Zulassung von Jungen diskutiert; im Jahr des 50-jährigen Bestehens sprach sich die Schule für einen monoedukativen Fortbestand aus.

## Internationale Kontakte und Partnerschulen
Das Mädchengymnasium Essen-Borbeck hat internationale Kontakte mit Frankreich, Griechenland, Italien, Litauen, Portugal, Rumänien und der Russischen Föderation. In diesen Ländern verfügt die Schule zudem über Partnerschulen.